# Девід Гаркнесс
Девід Гаркнесс (англ. David Harkness; нар. 1 січня 1965) — колишній американський тенісист.
Найвищу одиночну позицію світового рейтингу — 256 місце досяг 8 жовтня 1990, парну — 258 місце — 13 серпня 1990 року.

## Титули ATP Челленджер

### Парний розряд: (1)
| Ранг | Дата     | Турнір                                 | Покриття | Партнер     | Суперники                   | Рахунок  |
| ---- | -------- | -------------------------------------- | -------- | ----------- | --------------------------- | -------- |
| 1.   | Сер 1990 | Jakarta Challenger Джакарта, Індонезія | Тверде   | Майк Бріггс | Лінь Бінчжао Харі Сухар'яді | 6–2, 7–6 |